# NGC 1549
إن جي سي 1549 (بالألمانية: NGC 1549) التي يرمز لها بالرمز NGC 1549، هي مجرة، في كوكبة أبو سيف (كوكبة).

## الاكتشاف
اكتشفت في 5 نوفمبر 1826.